# Ivo Georgiev
Ivo Georgiev ((Иво Георгиев) Rusze, 1972. május 12. – 2021. november 13.) válogatott bolgár labdarúgó, csatár. Részt vett az 1996-as anglia Európa-bajnokságon.

## Pályafutása

### Klubcsapatban
A gólerős csatár közel egy tucat egyesületnél fordult meg több, mint egy évtizednyi pályafutása során. Hazáján kívül szerepelt Magyarországon, Svájcban és Németországban. Felnőtt játékosként a bolgár  Volov Sumen csapatában kezdett, ahol egy évadot töltött, majd Magyarországon a Debrecen másodosztályú gárdájának lett a játékosa. A debreceniekkel érte el első komolyabb sikereit, ahol 68 alkalommal lépett pályára és 36 gólt szerzett. Gyakorlatilag minden második mérkőzésére jutott egy gól, amellyel nagyban hozzájárult a Loki NB. I-be való feljutásához, 1993-ban. A Debrecen azóta is az első osztályban szerepel, ám a sorsa elszólította Debrecenből, így nem kerülhetett sor a játékára a legmagasabb osztályban. A debreceniek Szatmári Csabát akarták leigazolni a Dorogi Bányászból és végül úgy állapodott meg a két klub, hogy Szatmári helyett Georgievet adják cserébe. Így maradt az NB. II-ben, ahol az 1993–94-es évad őszi szezonjában már a Dorog játékosaként szerepelt és mindössze egy alkalommal tudott feliratkozni a góllövők közé.
A dorogi klub kritikus anyagi helyzetbe került és a téli pihenő alatt kénytelen volt megválni több meghatározó játékosától. Georgiev is a távozók között volt, aki visszatért Bulgáriába, és a következő szezontól már szülővárosának csapatát, a Lokomotiv Ruszét erősítette, ahol többször volt eredményes, mint ahány mérkőzést játszott. A 43 találkozón ugyanis 51 gólt szerzett. 1995 őszén a Szpartak Várnához került és folytatta a gólgyártást. A bajnoki évadban 21-szer volt eredményes, egyben innen lett válogatott játékos. Ezt követően újra külföldre, Svájcba szerződött, majd visszatért Várnába, nem sokkal később pedig megfordult a neves Levszki Szófiában is egy rövid időre. Ezt követően megint csak légiós évek következtek. Előbb Németországba a Mannheim csapatában, majd a korábbi svájci klubjához, az Aarau-hoz tért vissza. Az ezredfordulón ismét hazatért és egy szezont töltött a PFC Dobrudzha csapatánál és még ugyan abban az évben – immár másodszor – Magyarországra érkezett és a Kispest Honvéd igazolta le. A fővárosi piros-feketéknél játszott 2002-ig, majd végleg hazatért, ahol a Botev Vratsa csapatánál fejezte be az aktív játékot.

### A válogatottban
1996-ban lett válogatott játékos. A nemzeti csapatban háromszor játszott és 2 gólt szerzett. Csapattársa volt Hriszto Sztoicskov. Részt vett az 1996-os Angliában megrendezett Európa-bajnokságon, ahol a B. csoportban szerepeltek és a csoportkör után szerencsétlenül kiestek. Az első két találkozón, előbb a spanyolokkal 1–1-es döntetlent játszottak, majd 1–0-ra verték a románokat. A spanyolok döntetlent játszottak a franciák ellen is, így a záró mérkőzés döntött, amit a bolgárok várhattak előnyösebb pozícióból, és számukra egy döntetlen is a továbbjutást jelentette volna. Ám kikaptak a franciáktól, míg a spanyolok legyőzték a románokat.

## Mérkőzései a bolgár válogatottban
| #  | Dátum           | Ellenfél  | Eredmény | Kiírás              | Esemény |
| -- | --------------- | --------- | -------- | ------------------- | ------- |
| 1. | 1996. május 28. | Macedónia | 3 – 0    | barátságos mérkőzés | 46' 78' |

## Sikerei, díjai

### Debrecen
- NB II-es bajnoki cím (1992–93)
- NB II. Gólkirályi cím (1992–93)

### Levszki Szofija
- Bolgár kupagyőztes (1998)